# Rungeletsch

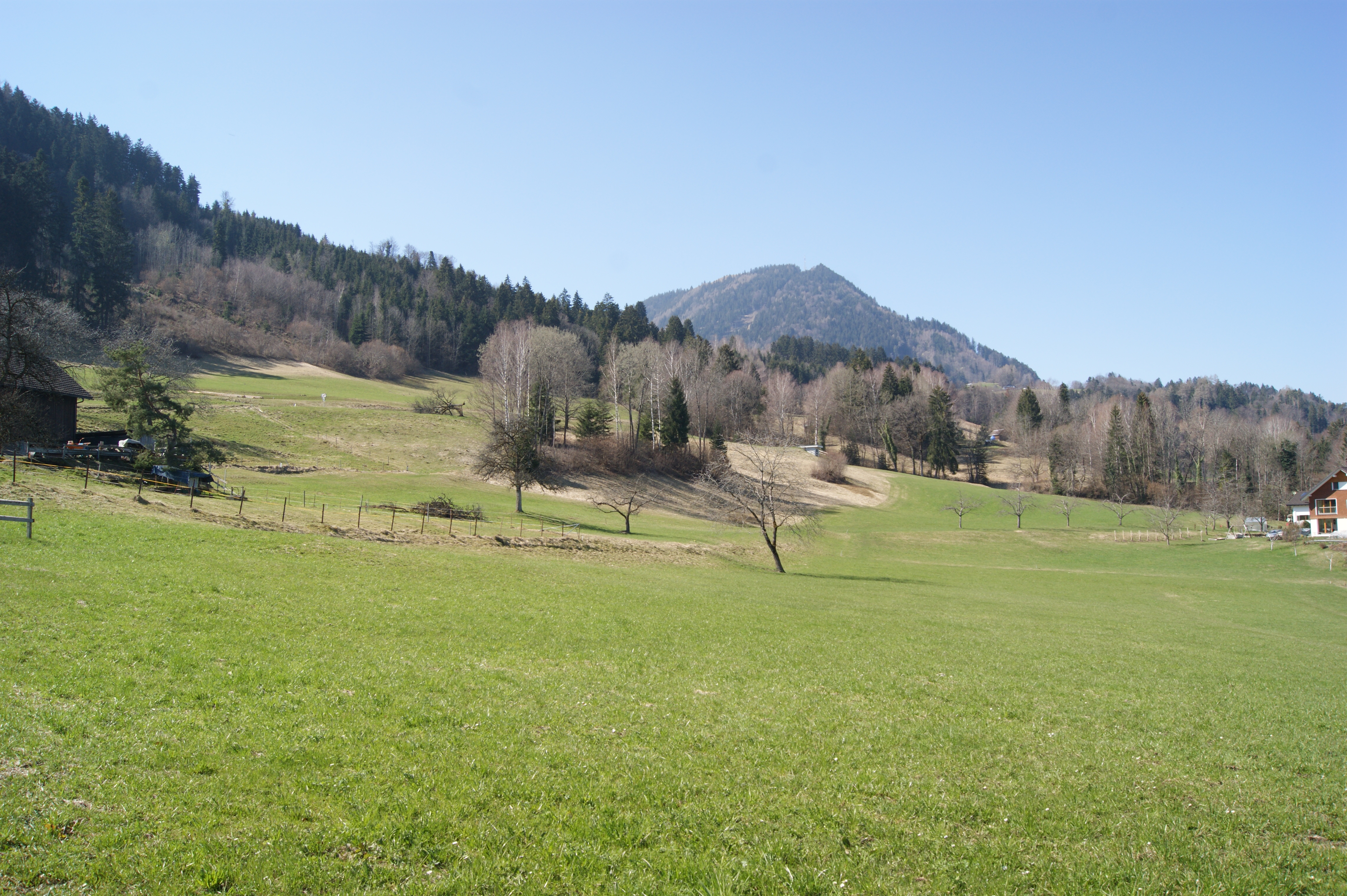
Blick auf das Älpele (Frastanz)

Der Name Rungeletsch bezeichnet in der Marktgemeinde Nenzing eine Flur und eine Rotte (etwa 700 m ü. A.) im Ortsteil Mittelberg. Es handelt sich dabei um eine Ansammlung von etwa 15 Wohnhäusern und weiteren Ökonomiegebäuden. In Frastanz bezeichnet Rungeletsch landwirtschaftliche Fluren, welche direkt angrenzen, jedoch zum Bezirk Feldkirch gehören.

## Name
Der Name des Gebiets Rungeletsch soll rätoromanischen Ursprungs sein und schlechte Rodung bedeuten. Unter dem Begriff Rungeletsch wird, neben der kleinen Siedlung in Nenzing auch der von Nordwesten nach Südosten ausgerichtete und um etwa 150 Höhenmeter (von etwa 600 m ü. A. bis 750 m ü. A.) ansteigende Hang im Gemeindegebiet von Frastanz und Nenzing verstanden.
Den Namen Rungeletsch gibt es in Vorarlberg auch noch in Fraxern, in Göfis und in Satteins.

## Geschichte
Das Gebiet von Mittelberg und damit auch Rungeletsch wird mindestens seit dem Mittelalter bewirtschaftet, und es waren ursprünglich niedere Alpen. Mittelberg bzw. Rungeletsch waren jahrhundertelang ein Teil einer einheitlichen Gemeinde, die von Frastanz und Nenzing gebildet wurde. Erst im 14. Jahrhundert kam es zur Trennung. Mittelberg und damit ein Teil des Gebietes von Rungeletsch verblieben bei Nenzing. Es entstanden mit der Teilung auch zwei Enklaven auf Nenzinger Gemeindegebiet, Gampelün (Frastanz II) und Bardella (Frastanz III), die durch einen Korridorweg untereinander verbunden sind. Diese Enklaven gehören zum Bezirk Feldkirch. Durch die geographisch größere Nähe zu Frastanz wird Mittelberg und damit Rungeletsch von Frastanz kirchlich betreut, und auch die Post wird über Frastanz ausgeliefert.
Mittelberg entwickelte sich im Gesamten zu einem Industrie- und Gewerbegebiet (vor allem in der Rotte Heimat), das Gebiet Rungeletsch in Nenzing jedoch zum Wohngebiet, und es bestehen weiterhin landwirtschaftliche Betriebe.

## Topographie, Geografie, Lage und Verkehr
Der Nenzinger Teil von Rungeletsch liegt als Teil des Ortsteils Mittelberg am nordwestlichen Ende der Marktgemeinde Nenzing an der Grenze zu Frastanz. Die Gemeindegrenze zu Frastanz verläuft westlich, teilweise direkt am Siedlungsrand entlang. Etwa 120 Meter Luftlinie westlich befindet sich der Mariexbach und der Grappabach (270 Meter) auf Frastanzer Gemeindegebiet. Etwa 220 Meter östlich entspringt im Wald ein namenloser Bach, der in den Roßniserbach beim Ortsteil Halden (etwa 650 Meter Luftlinie östlich entfernt) mündet. Frastafeders ist etwa 1000 Meter Luftlinie nordwestlich entfernt, Bazora etwa 800 Meter südwestlich.
Schmale Straßen erreichen Rungeletsch von Halden bzw. Gampelün und eine von Frastafeders (Frastanz).

## Bewirtschaftung und Natur
Die Alpe Rungeletsch und die gleichnamige Flur werden landwirtschaftlich bewirtschaftet. Bemerkenswert sind die großflächig erhaltenen Magerwiesen und Reste von Flach- und Hangmooren sowie eine Vielzahl an Pflanzen und Vögeln.